# 1950-es Formula–1 monacói nagydíj
A monacói nagydíj volt az 1950-es Formula–1 világbajnokság második futama, amelyet 1950. május 21-én rendeztek meg a monacói Circuit de Monacón, Monte-Carlóban.

## Időmérő edzés
Négy versenyző, Charles Pozzi, Yves Giraud-Cabantous, Pierre Levegh és Clemente Biondetti nem vettek részt a csütörtöki és a szombati időmérő edzéseken, ezért ők nem szerepelhettek a versenyen.

### Az időmérő edzés végeredménye
| Hely | Rajtszám | Versenyző             | Csapat/Motor       | Idő        |
| ---- | -------- | --------------------- | ------------------ | ---------- |
| 1    | 34       | Juan Manuel Fangio    | Alfa Romeo         | 1:50.2     |
| 2    | 32       | Nino Farina           | Alfa Romeo         | 1:52.8     |
| 3    | 2        | José Froilán González | Maserati           | 1:53.7     |
| 4    | 14       | Philippe Étancelin    | Talbot-Lago-Talbot | 1:54.1     |
| 5    | 36       | Luigi Fagioli         | Alfa Romeo         | 1:54.2     |
| 6    | 38       | Luigi Villoresi       | Ferrari            | 1:52.3     |
| 7    | 40       | Alberto Ascari        | Ferrari            | 1:53.8     |
| 8    | 48       | Louis Chiron          | Maserati           | 1:56.3     |
| 9    | 42       | Raymond Sommer        | Ferrari            | 1:56.6     |
| 10   | 16       | Louis Rosier          | Talbot-Lago-Talbot | 1:57.7     |
| 11   | 10       | Robert Manzon         | Simca-Gordini      | 2:00.4     |
| 12   | 52       | Toulo de Graffenried  | Maserati           | 2:00.7     |
| 13   | 12       | Maurice Trintignant   | Simca-Gordini      | 2:01.4     |
| 14   | 24       | Cuth Harrison         | ERA                | 2:01.6     |
| 15   | 50       | Prince Bira           | Maserati           | 2:02.2     |
| 16   | 26       | Bob Gerard            | ERA                | 2:03.4     |
| 17   | 44       | Franco Rol            | Maserati           | 2:04.5     |
| 18   | 4        | Alfredo Piàn          | Maserati           | Idő nélkül |
| 19   | 6        | Johnny Claes          | Talbot-Lago-Talbot | 2:12.0     |
| 20   | 8        | Harry Schell          | Cooper-JAP         | Idő nélkül |
| 21   | 28       | Peter Whitehead       | Ferrari            | Idő nélkül |

## Futam
A versenyt végig Juan Manuel Fangio uralta, akinek ez volt az első futamgyőzelme az Alfa Romeóval. Mindjárt az első körben egy, a kikötőből érkező hullám elárasztotta a Tabac-kanyart, ami nagy balesetet okozott. Ennek következtében kilencen estek ki, köztük a második helyről induló Nino Farina. Fangiónak sikerült elmenekülnie a káoszból. Senki nem sérült meg, de a tömegkarambol következtében az argentin José Froilán González megrongálódott Maseratija kigyulladt és a második körben összetörött. Ő maga kisebb égési sérüléseket szenvedett. Technikai problémát következtében Philippe Étancelin és Luigi Villoresi is kiesett, így csak heten tudták befejezni a nagydíjat, mindannyian körhátránnyal.

### A futam végeredménye
| Helyezés | Rajtszám | Versenyző             | Csapat/Motor       | Futott körök | Idő/Kiesés oka          | Rajthely | Pontszám |
| -------- | -------- | --------------------- | ------------------ | ------------ | ----------------------- | -------- | -------- |
| 1        | 34       | Juan Manuel Fangio    | Alfa Romeo         | 100          | 3:13.18'7 (98,701 km/h) | 1        | 9        |
| 2        | 40       | Alberto Ascari        | Ferrari            | 99           | + 1 kör                 | 7        | 6        |
| 3        | 48       | Louis Chiron          | Maserati           | 98           | + 2 kör                 | 8        | 4        |
| 4        | 42       | Raymond Sommer        | Ferrari            | 97           | + 3 kör                 | 9        | 3        |
| 5        | 50       | Prince Bira           | Maserati           | 95           | + 5 kör                 | 15       | 2        |
| 6        | 26       | Bob Gerard            | ERA                | 94           | + 6 kör                 | 16       |          |
| 7        | 6        | Johnny Claes          | Talbot-Lago-Talbot | 94           | + 6 kör                 | 19       |          |
| Ki       | 38       | Luigi Villoresi       | Ferrari            | 63           | Hátsó tengely           | 6        |          |
| Ki       | 14       | Philippe Étancelin    | Talbot-Lago-Talbot | 38           | Olajszivárgás           | 4        |          |
| Ki       | 2        | José Froilán González | Maserati           | 1            | Baleset                 | 3        |          |
| Ki       | 32       | Nino Farina           | Alfa Romeo         | 0            | Baleset                 | 2        |          |
| Ki       | 36       | Luigi Fagioli         | Alfa Romeo         | 0            | Baleset                 | 5        |          |
| Ki       | 16       | Louis Rosier          | Talbot-Lago-Talbot | 0            | Baleset                 | 10       |          |
| Ki       | 10       | Robert Manzon         | Simca-Gordini      | 0            | Baleset                 | 11       |          |
| Ki       | 52       | Toulo de Graffenried  | Maserati           | 0            | Baleset                 | 12       |          |
| Ki       | 12       | Maurice Trintignant   | Simca-Gordini      | 0            | Baleset                 | 13       |          |
| Ki       | 24       | Cuth Harrison         | ERA                | 0            | Baleset                 | 14       |          |
| Ki       | 44       | Franco Rol            | Maserati           | 0            | Baleset                 | 17       |          |
| Ki       | 8        | Harry Schell          | Cooper-JAP         | 0            | Ütközés                 | 20       |          |
| NI       | 28       | Peter Whitehead       | Ferrari            |              | Motorhiba               | 21       |          |
| NI       | 4        | Alfredo Piàn          | Maserati           |              | Tesztbaleset            | 18       |          |

## Statisztikák
- Az első 5 helyezett versenyző a pénteki időmérő edzésen érte el a jobb időt, ezért ők ezzel az idővel kvalifikálták magukat, míg a többiek a szombati időmérőn autóztak jobb időt.
- Versenyzők:
  - Nevezett: 25
  - Rajthoz állt: 21
  - Célba ért: 7
- A versenyen vezetett: Juan Manuel Fangio (a teljes verseny alatt) (1-100 kör)
- Az első farmotoros autó, ami Formula–1-es versenyen elindult, a Henry Schell által vezetett Cooper volt.
- Fangio mesterhármast ért el. (98,701 km/h)
- Alfa Romeo 2. (R) győzelme.
- Alfa Romeo 2. (R) pole pozíciója.
- Alfa Romeo 2. (R) leggyorsabb kör.

## A bajnokság állása a futam után
| #  | Versenyző             | Pontszám |
| -- | --------------------- | -------- |
| 1  | Nino Farina           | 9        |
| 2  | Juan Manuel Fangio    | 9        |
| 3  | Luigi Fagioli         | 6        |
| 4  | Alberto Ascari        | 6        |
| 5  | Reg Parnell           | 4        |
| 6  | Louis Chiron          | 4        |
| 7  | Yves Giraud-Cabantous | 3        |
| 8  | Raymond Sommer        | 3        |
| 9  | Louis Rosier          | 2        |
| 10 | Prince Bira           | 2        |